# Harnham, Northumberland
Harnham är en ort i civil parish Belsay, i grevskapet Northumberland i England. Orten är belägen 13 km från Morpeth. Harnham var en civil parish 1866–1955 när det uppgick i Belsay. Civil parish hade 38 invånare år 1951.